# Capilla de la Virgen de los Dolores (Puebla)
La Capilla de la Virgen de los Dolores o Capilla de Nuestra Señora de los Dolores del Puente de San Francisco, como se decidió llamarla debido a que ya existía una capilla dedicada a Nuestra Señora de los Dolores, la cual también es conocida por la gente como la capilla del Puente está ubicada en el Blvd. Héroes del 5 de mayo y 14 Oriente en Puebla.

## Historia

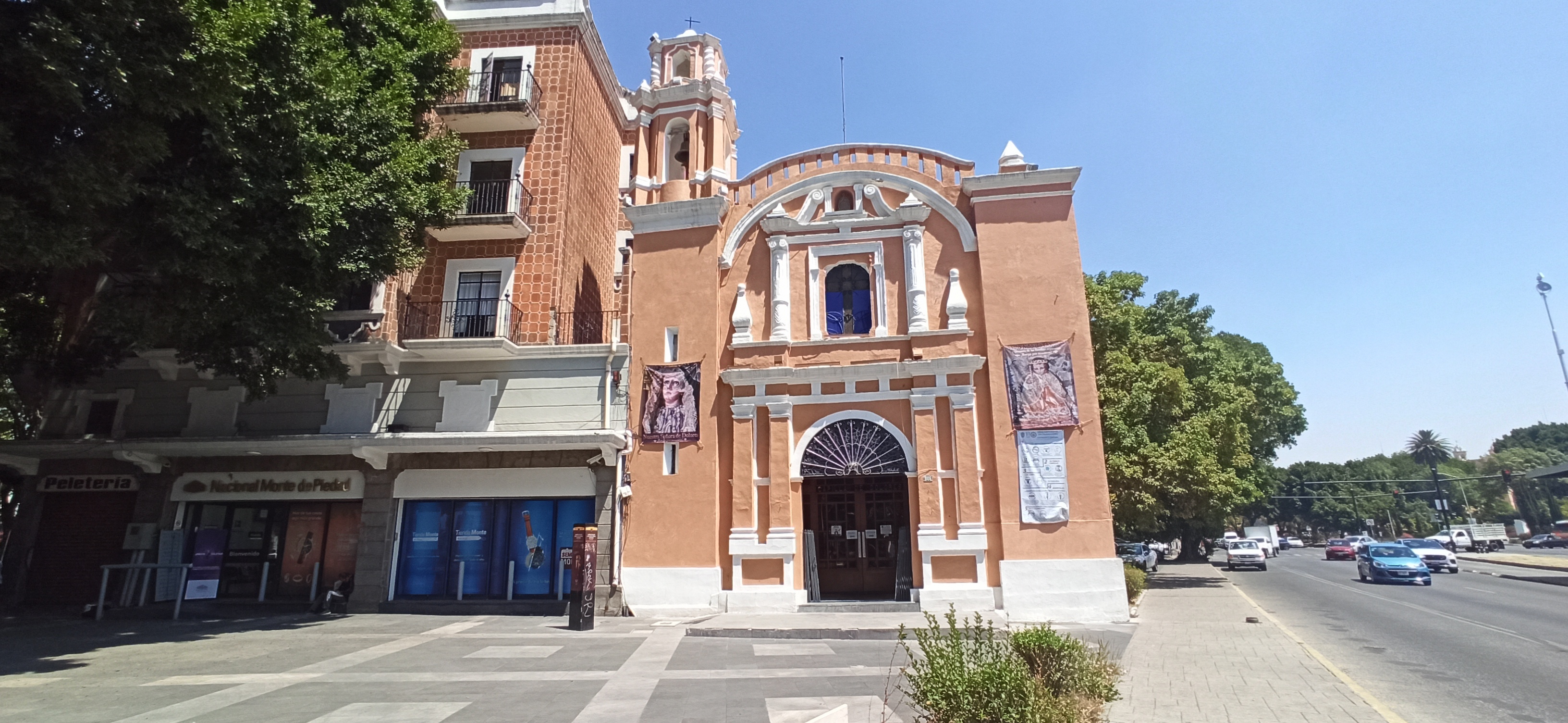
Vista de la Capilla de la Virgen de los Dolores. A la derecha el Boulevard 5 de Mayo.

Reciente a la fundación de la ciudad, justo frente al Convento de San Francisco se construyó un puente que daba a orillas del río Almoloya, dicho río tenía un caudal que crecía en época de lluvias y resultaba peligroso al cruzar, siendo el primer puente en la ciudad y se llamó de San Francisco, pues llegaba directo al atrio del convento con mismo nombre. Dicho puente funcionó hasta el año 1743 al ser destruido por una fuerte corriente. El puente se relaciona con la capilla debido a que a orillas de este vivía el alférez Gregorio de Urosa y su mujer, María Laris de la Vega, quienes poseían una imagen de bulto de la Virgen de los Dolores que era de origen español.
Después de la muerte del alférez, la viuda se mudó, decidiendo al mismo tiempo dejar un grato recuerdo de su marido; decidió construir en parte de lo que fue su casa, una ermita para colocar la imagen de la Virgen de los Dolores, solicitando licencia al obispo don Manuel Fernández de Santa Cruz quien la concedió el año 1699. Al morir la viuda, dejó parte de su dinero para la construcción de una capilla para el culto a la Virgen. Tiempo después, contando con las limosnas y donativos, se construyó la bóveda que se terminó en el año 1704. Para el siglo XVlll, se adorna con un retablo barroco y en el siglo XlX se le retiró para colocar un ciprés neoclásico y lienzos con pinturas relacionadas con la Pasión de Cristo. 

## Fachada
Se pueden ver dos cúpulas recubiertas de ladrillos, un portón terminado en arco con pilastras pareadas a los lados y doble cornisa, hay dos columnas pequeñas, una a cada lado, son de orden jónico y rematan en dos figuras espirales que enmarcan un pequeño nicho con una escultura de cantería la virgen de los Dolores.
En la parte más alta hay una balaustrada que corona todo el conjunto.
Hacia el poniente se desplanta una torre de dos pequeños cuerpos; el primero con pilastras rectangulares y el segundo con salomónicas, ambas se rematan con un cupulín.

### Interior

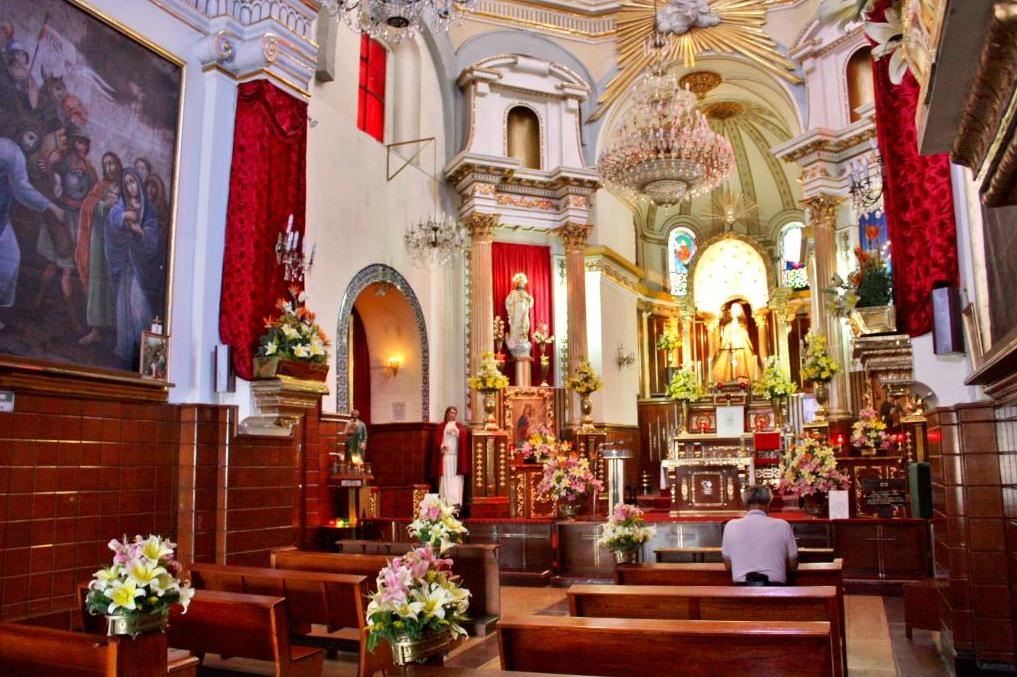
Vista del altar de la Capilla de la Virgen de los Dolores

La planta es de una sola nave con un pequeño coro, cubierta de bóveda de cañón con lunetos y cúpula de forma octagonal de gajos en los que se abren las lucarnas con vitrales sencillos; este se apoya desde el piso en los muros ya que la capilla es muy pequeña.
A la entrada encontramos una escultura de la Dolorosa y un ángel con una pila de agua bendita. Debajo del coro del lado derecho se encuentra una escultura del Cristo del Consuelo y sobre él, una estampa del Santo niño de Aracoeli de Roma. 
El presbiterio está cubierto con bóveda cupular y es de planta poligonal.
Bajo la cúpula se ubican altares neoclásicos con columnas anchas de fuste estriado y capiteles compuestos. 
Los muros laterales presentan a lo largo cuatro lienzos realizados en la primera mitad del siglo XlX con temas de la Pasión: La Oración en el Huerto, la Llaga de la espalda, el encuentro de Jesús con las Santas Mujeres y la Última Cena.

## Culto a la Virgen de los Dolores
En la ciudad de Puebla aún es de mucho arraigo el culto a la Virgen de los Dolores, siendo una de las imágenes más veneradas en Semana Santa ya que representa el pasaje de aflicción por la pasión de su hijo Jesús. El viernes anterior a la Semana Santa se le llama Viernes de Dolores; se considera a la Virgen en sus tribulaciones y se levanta un característico altar para después rezarle.